# Palazzo Contarini Fasan

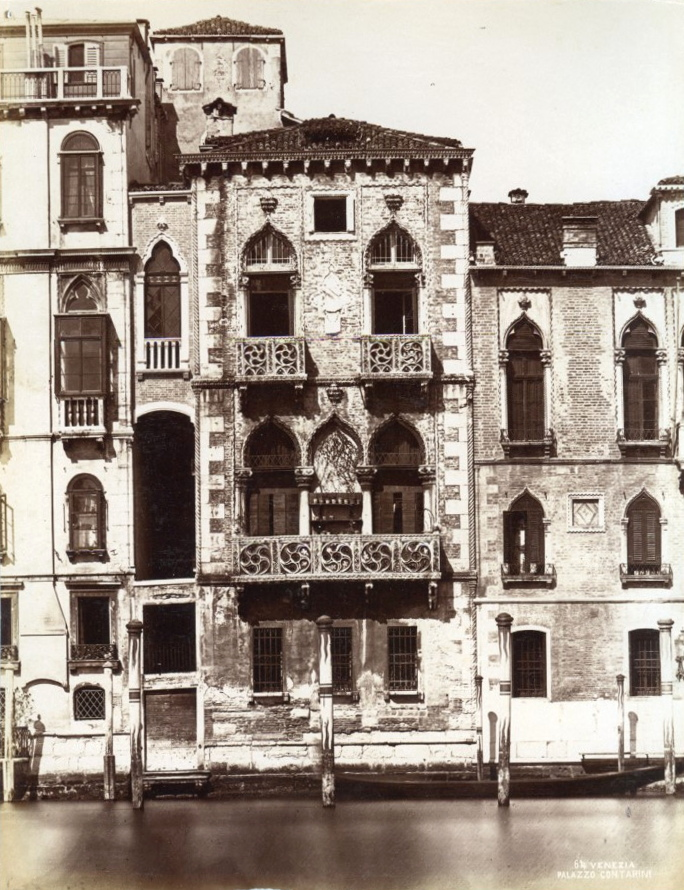
Il palazzo nel XIX secolo

Palazzo Contarini Fasan, detto Casa di Desdemona, è un palazzo veneziano, situato nel sestiere di San Marco e affacciato sul Canal Grande.

## Storia
Palazzo Contarini è una peculiare costruzione del XV secolo, appartenuta alla famiglia Contarini. Essa è interessata nei secoli da una leggenda che la fa essere, tradizionalmente, la casa di Desdemona, personaggio dell'Otello shakespeariano.

## Architettura
Palazzo di piccole dimensioni, ha una facciata sviluppata in altezza. 
La forometria, espressione massima dell'architettura gotica veneziana, evidenzia i tre livelli: al piano terra consta di tre piccole finestre rettangolari (manca un accesso sull'acqua); al primo piano una trifora a sesto acuto con balcone, le cui aperture sono sostenute da colonnine in pietra bianca; al secondo piano due monofore ogivali. 
Tra le due monofore, sotto una piccola apertura quadrata, c'è un grande stemma della famiglia Contarini in bassorilievo.
La sommità della facciata è percorsa da una cornice dentellata, al di sotto della quale sopravvivono le tracce degli affreschi quattrocenteschi che un tempo ne abbellivano la superficie.
Sul lato sinistro un "cavalcavia" mette in collegamento il palazzo con l'edificio attiguo: peculiare in esso è la presenza di una monofora gotica, su modello di quelle della facciata.

Particolari della facciata nelle foto di Paolo Monti, 1969
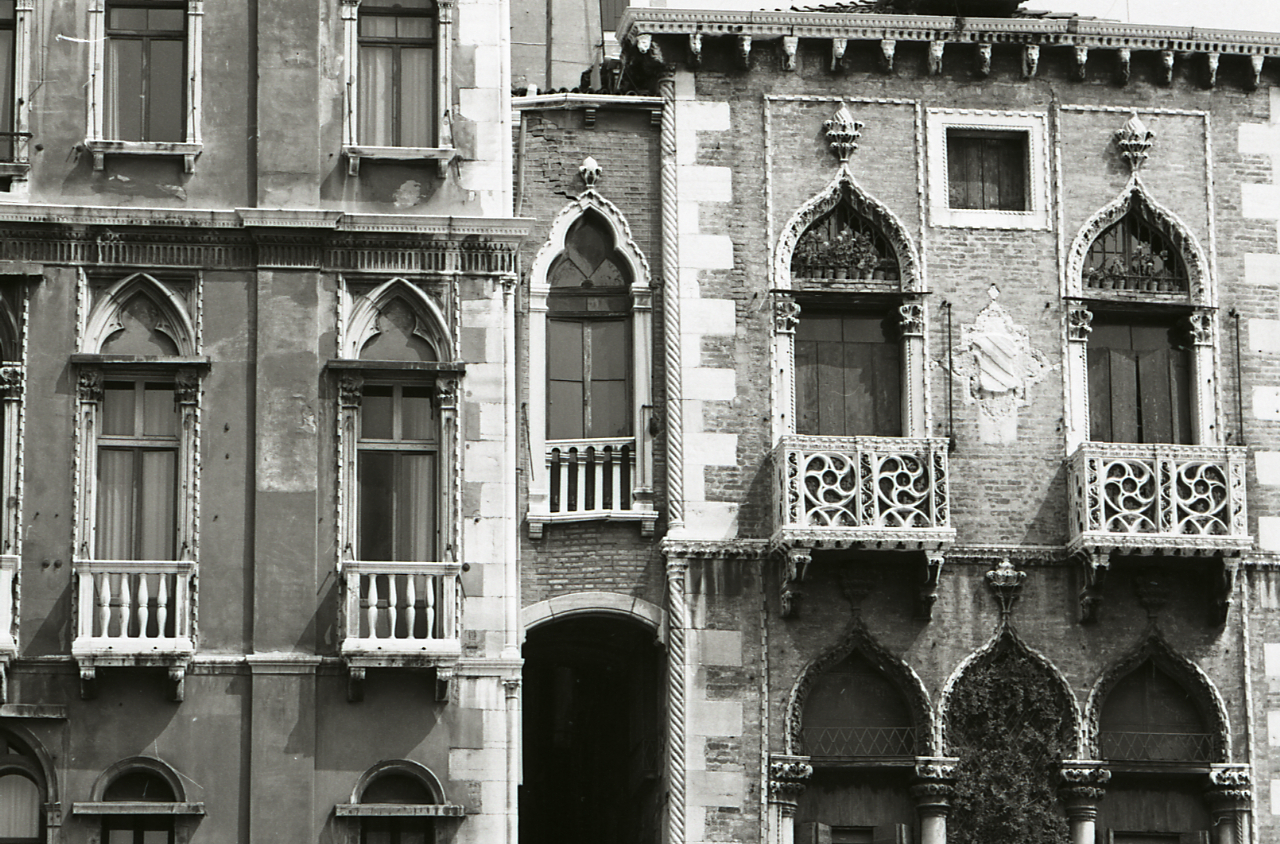
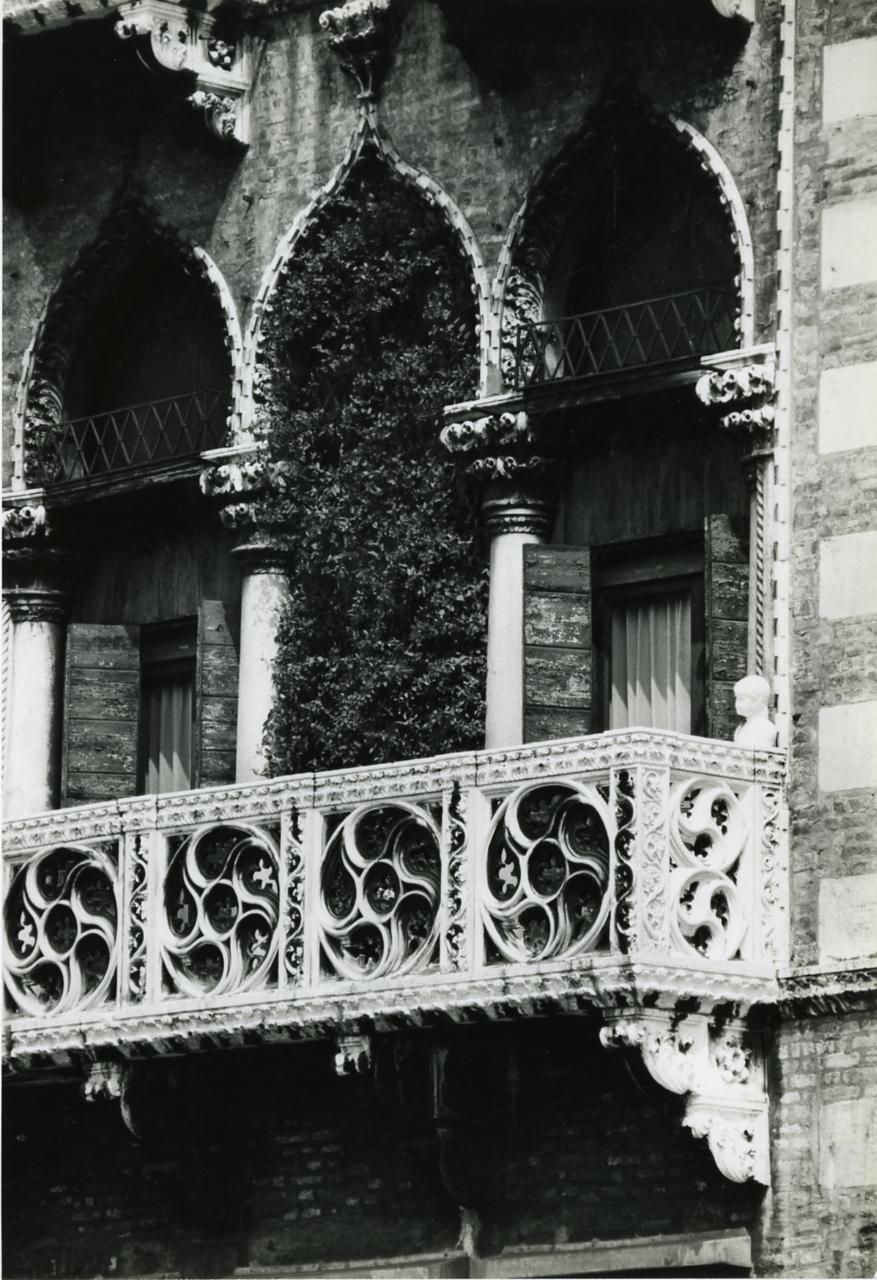
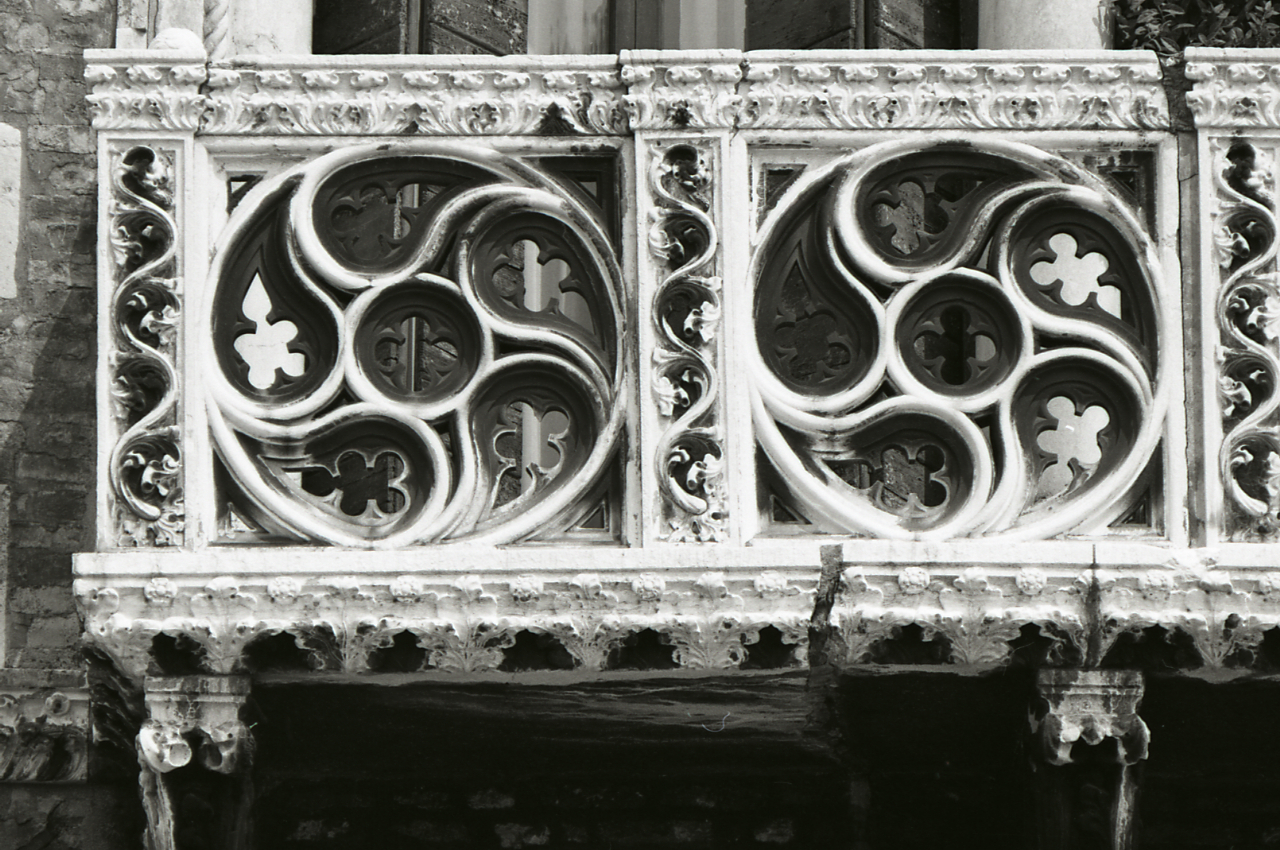